# 小河内川 (静岡市清水区)
小河内川（こごうちがわ）は、静岡県を流れる興津川水系の二級河川。流路延長約5.3km。

## 地理
静岡市清水区小河内字坂本付近の標高約450mに発し、国道52号の走る小河内の谷を南流して、国道52号唯幣橋下流の静岡市清水区小河内和田地先で興津川左岸に合流する。
清水小河内浄水場を経由して清水小河内地区の飲用水となっている。